# Dębica
Dębica là một thị trấn thuộc huyện Dębicki, tỉnh Podkarpackie ở đông-nam Ba Lan. Thị trấn có diện tích 34 km². Đến ngày 1 tháng 1 năm 2011, dân số của thị trấn là 46611 người và mật độ 1377 người/km².